# Camí de Toís i Travet
El Camí de Toís i Travet és una pista rural que discorre pel terme municipal de Conca de Dalt (als antics termes de Claverol i d'Aramunt), al Pallars Jussà. Arrenca de l'extrem nord-est d'Aramunt, al costat de Casa Valentí, on es creua amb el Camí de Sant Martí, des d'on surt cap al nord-est. Passa pel costat de ponent de la partida de los Àrbols, a llevant de les Comes, i arriba a Toís, que queda a llevant del camí. Després continua cap al nord i passa pel sud-est de Barrelles. Fa tota la volta pel nord al Tossal de Sant Pere, i emprèn cap a llevant. Tot aquest primer tram és també el camí senyalitzat que mena a Aramunt Vell des de les Eres. Quan aquest darrer camí se'n separa marxant costa avall cap al sud-oest, el Camí de Toís i Travet continua cap al sud-est, mena a Hortells i, deixant a llevant la Borda de Cotura mena cap al sud fins a la partida de Travet. Aquest segon tram del camí està també senyalitzat, ja que és el que duu als búnquers i trinxeres de la Guerra Civil de Vilanoveta.